# 西鉄久留米バスセンター

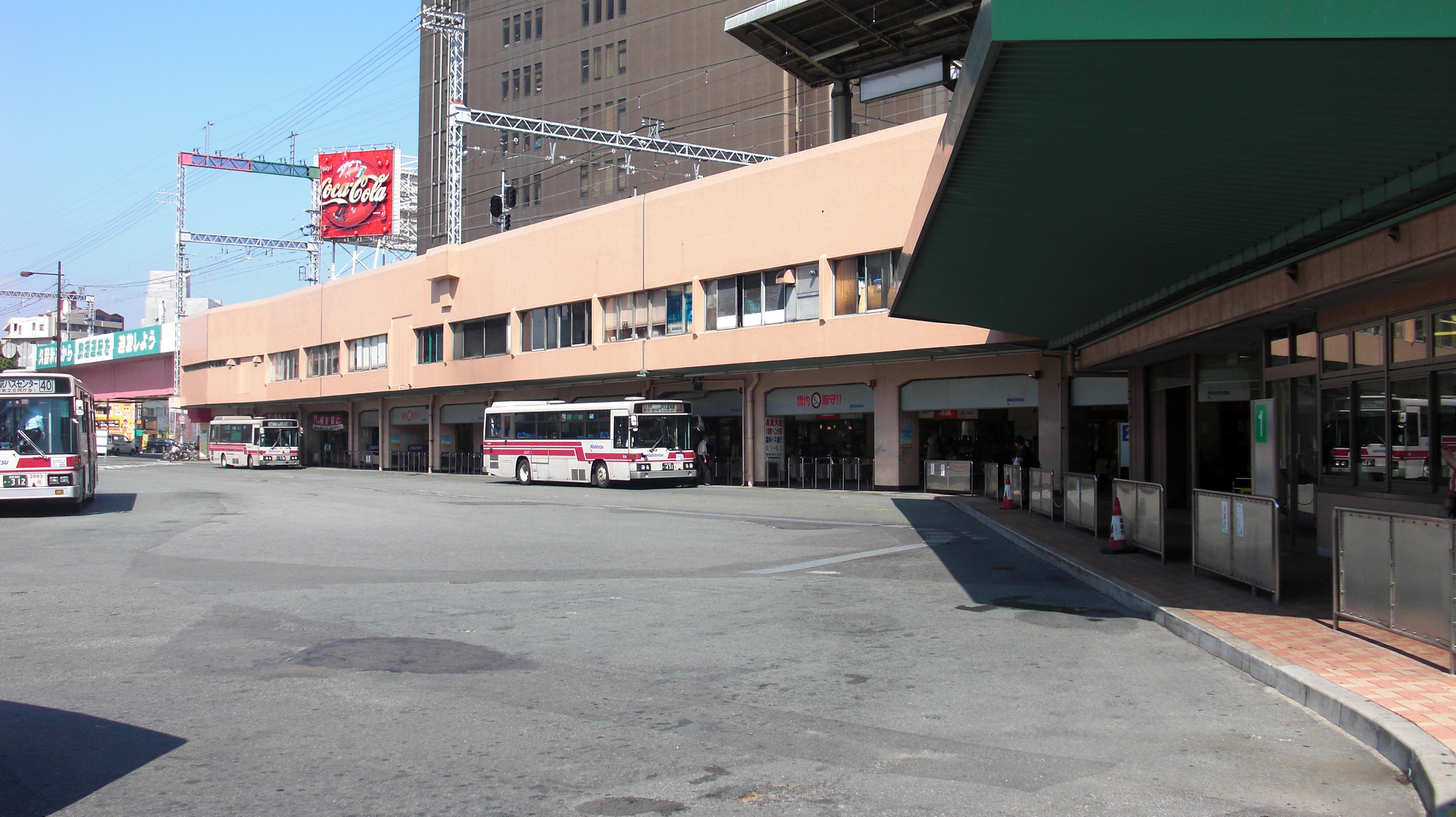
乗り場外観

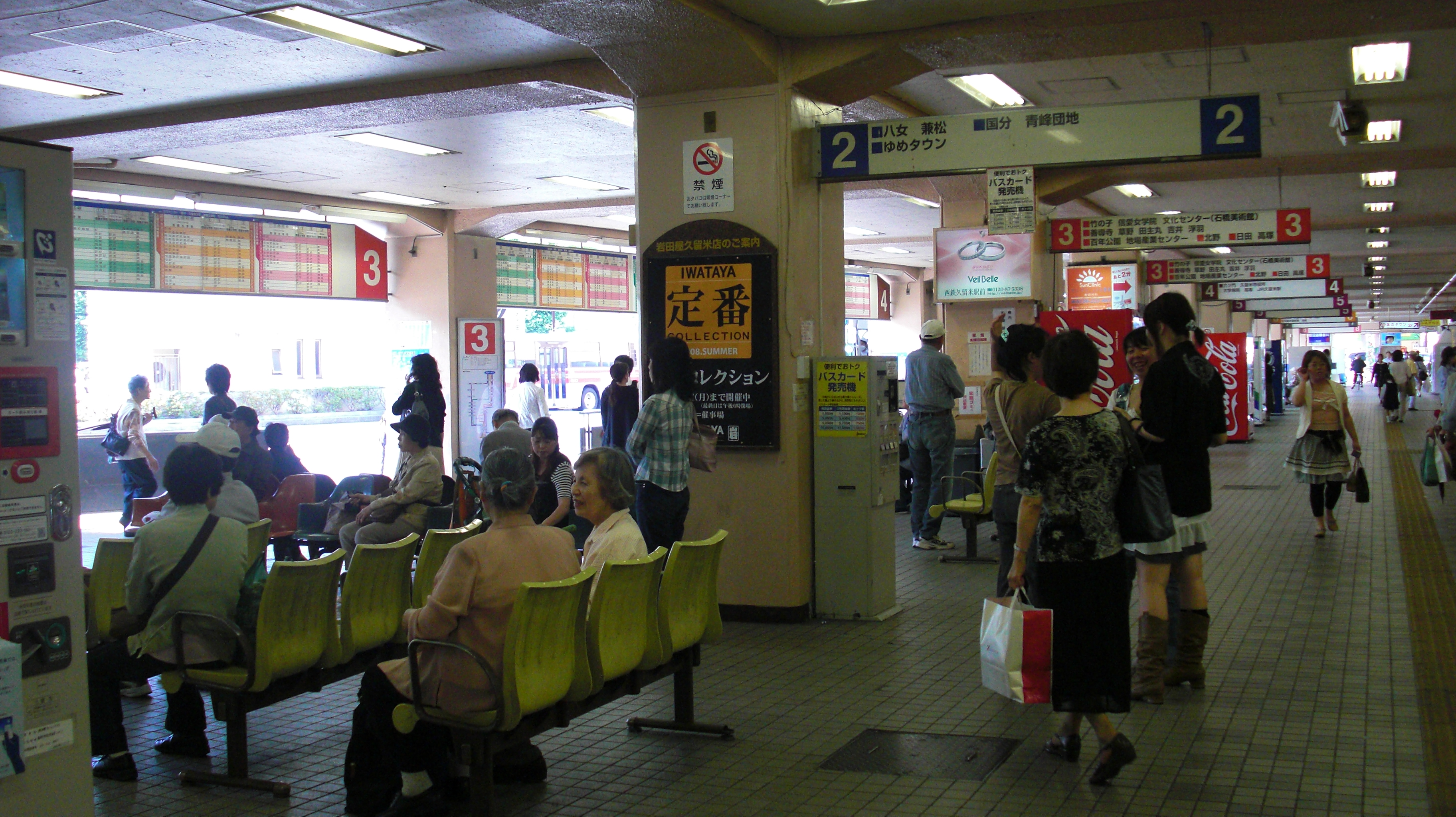
バスセンター内部

西鉄久留米バスセンター（にしてつくるめバスセンター）は、福岡県久留米市東町上天神316の2にあるバスターミナルである。西鉄久留米駅に併設されている。
西鉄バス久留米が管理を行っているが、西鉄グループではない堀川バスも乗り入れている。車内放送や路線図における案内は「西鉄久留米」で統一されている。

## 歴史
- 1924年4月12日 - 九州鐡道の終着駅として開業、隣接にバスターミナル。
- 1969年3月1日 - 駅高架化とバスターミナル完成。駅構内に県南部初のターミナル商店街[1]である久留米西鉄名店街も設置された。
- 1971年10月1日 - 駅ビルの3階と4階が完成。名店街の総面積が約8332平方メートルまで拡大した。
- 1983年2月11日 - 改装工事のため、久留米西鉄名店街を全店一斉休業。
- 1983年4月2日 - 名店街をリニューアルし、エマックス・クルメとして新装開店。
- 1983年8月 - 東口の岩田屋ビルをリニューアルオープンし、空中回廊（ペデストリアンデッキ）も新設。
- 2003年4月1日 - 第2ホーム廃止。乗り場が大きく変更され、地下通路や跨線橋も撤去された。第2ホーム跡地は現在、交番と花壇になっている。
- 2003年10月1日 - リニューアルオープン。高速バス待合室の移転と駅ビルへのエスカレーターの増築。
- 2016年3月29日 - 2，4，5番のりばにバスの接近案内表示機「バスナビジョン」を設置。

## 乗り場
西鉄久留米駅西口1階に位置し、改札階とは南側のエスカレーターで連絡している。当バスセンターからは、JR久留米駅方面、花畑方面、諏訪野町方面、文化センター方面、警察署方面の5方向に路線が分かれている。以下、特記なき場合は西鉄バス久留米が運行し、40番の一部、10番・41番・45番の全便は西鉄バス佐賀が運行する。路線の詳細は各営業所の記事を参照。
かつては本州方面（大阪行・名古屋行　いずれも荒尾・大牟田発着）夜間高速バスや、宮崎行・鹿児島行（いずれも夜行便のみ）も当バスセンターに乗り入れていたが、いずれも路線廃止・系統廃止により現在において夜行便の発着はない。

### 0番のりば
- 西鉄観光バスおよび西鉄グループ貸切バス
- 車いす乗客の乗降
- 西鉄グループが運行する臨時バス

このほか、バスセンター内が混雑している際は、当バスセンターで終点になったバスが0番乗り場で降車扱いを行うこともある。1番乗り場に福岡空港行の高速バスが停車している際には、0番のりばが久留米方面の高速バスの降車場として使われることもある。

### 1番のりば
定期券発行所の待合所に隣接し、福岡空港行きの高速バスが発着する。
- 西鉄久留米→福岡空港

### 2番のりば
南方面の国道3号へ出る路線と、西町方面、ゆめタウン方面の路線が出発する。バスの通行路に向かって左から2A、2B、2Cとなっており、2Bと2Cは乗車口のみ共用。

#### 2A
- ［30］ - 西鉄久留米→花畑→一丁田→上津荒木→川瀬→福島→八女営業所
- ［31］ - 西鉄久留米→諏訪野町五丁目→一丁田→上津荒木→川瀬→福島→八女営業所
- ［32］ - 西鉄久留米→花畑→西町→南町→上津荒木→川瀬→福島→八女営業所
- ［35］ - 西鉄久留米→諏訪野町五丁目→一丁田→上津荒木→のぞえの丘病院
- ［6］ - 西鉄久留米→花畑→西町→附属校前→十二軒屋→津福今町（スクールバスも含む）
- ［55］ - 西鉄久留米→花畑→西町→南町→野伏間→荒木駅前→久富→羽犬塚駅前

#### 2B
- ［3］西鉄久留米→諏訪野町五丁目→国分→大学医療センター→青峰団地

#### 2C
- ［5］西鉄久留米→百年公園→ゆめタウン久留米→T・ジョイ久留米→百年公園→西鉄久留米

※ゆめタウン終点の区間便は消滅した

### 3番のりば
東方面の文化センター通り（国道322号）へ出る路線が出発する。バスの通行路に向かって左から3A、3B、3Cとなっている。

#### 3A
附設高校前経由
- ［2］ - 西鉄久留米→野中→附設高校前→信愛学院
- ［7］ - 西鉄久留米→船塚→附設高校前→信愛学院
- ［直行7］ - 西鉄久留米→附設高校前→久留米大学前

#### 3B
千本杉経由・久留米大学前方面
- ［1］ - 西鉄久留米→千本杉→久留米大学前→矢取→信愛学院
- ［直行1］ - 西鉄久留米→久留米大学前
- ［1-1］ - 西鉄久留米→千本杉→久留米大学前→御井町→矢取→信愛学院
- ［9］ - 西鉄久留米→千本杉→久留米大学前→矢取→竹の子

#### 3C
善導寺・田主丸方面
- ［20］ - 西鉄久留米→千本杉→善導寺→ローソン常持店前→田主丸中央→吉井営業所→浮羽発着所
- ［20-1］ - 西鉄久留米→千本杉→善導寺→ローソン常持店前→田主丸中央→田主丸そよ風ホール
- ［20-2］ - 西鉄久留米→千本杉→善導寺→ローソン常持店前
- ［21］ - 西鉄久留米→百年公園→東合川→北野→今村天主堂
- ［22］ - 西鉄久留米→千本杉→地場産業センター→東合川→北野→今村天主堂
- ［23］ - 西鉄久留米→百年公園→東合川→善導寺→田主丸中央→田主丸そよ風ホール
- ［25］ - 西鉄久留米→千本杉→山本→草野→善院→田主丸中央→上原

### 4番のりば
各地から来た市役所経由JR久留米駅行きと、大学病院・高専方面が出発する。
- ［3］ - 西鉄久留米→六ツ門→市役所前→JR久留米駅
- ［8］ - 西鉄久留米→六ツ門→市役所前→大学病院→高専前（高専循環）
- ［快速8］ - 西鉄久留米→六ツ門→市役所前→大学病院

### 5番のりば
各地から来た荘島経由JR久留米駅行きが出発する。
- ［1］ - 西鉄久留米→六ツ門→荘島→JR久留米駅

### 6番のりば
JR久留米駅より更に西へ向かう路線や、佐賀・鳥栖方面の路線が出発する。
- ［10］ - 西鉄久留米→通町六丁目→久留米警察署→高田→鳥栖駅→西鉄鳥栖
- ［40］ - 西鉄久留米→六ツ門→荘島→JR久留米駅→長門石→千栗→目達原（吉野ヶ里町）→神埼市役所前→佐賀駅バスセンター→佐賀第二合同庁舎
- ［40］ - 西鉄久留米→六ツ門→荘島→JR久留米駅→長門石→青葉台中央
- ［41］ - 西鉄久留米→六ツ門→荘島→JR久留米駅→豆津橋→千栗→綾部→鳥栖駅
- ［45］ - 西鉄久留米→六ツ門→市役所→JR久留米駅→豆津橋→江見→寄人橋→佐賀駅バスセンター→佐賀第二合同庁舎
- ［48］ - 西鉄久留米→六ツ門→市役所→JR久留米駅→浄化センター前→安武→若宮橋→大善寺駅

### 7番のりば
羽犬塚方面。
- ［50］ - 西鉄久留米→聖マリア病院→十二軒屋→野伏間→高良台→羽犬塚駅前→船小屋→筑後船小屋駅
- ［53］ - 西鉄久留米→聖マリア病院→十二軒屋→野伏間→高良台→筑後自動車免許試験場→羽犬塚駅前→船小屋→筑後船小屋駅

### 8番のりば（堀川バス）
久留米線のみが発着する。西鉄久留米で終点になった西鉄バスがここで降車扱いを行うこともある。
- 西鉄久留米→野中町→大学医療センター→鑓水→後ノ江四ッ角→福島（八女）
- 西鉄久留米→六ツ門→荘島→JR久留米駅

## その他
バスセンター内にあるミスタードーナツ西鉄久留米ショップは、1973年に西鉄グループの西鉄プラザがミスタードーナツと提携して開業した1号店であるが、1980年に全店舗中で日本一の売り上げ（年商2億5千万円）を記録し、その後5年間に渡り日本一の座を誇っていたため、事業本部のダスキンから表彰されたことがあった。

## 駅東口

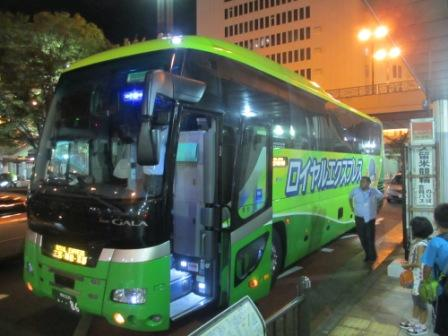
東口停留所で客扱を行っていたロイヤルバス

バスセンター敷地外の駅東口ロータリー内にもバス停が設置されている。かつては西鉄バスの八女発西鉄久留米行きの路線や、堀川バスの国道3号経由久留米 - 福島 - 黒木間の路線、 ロイヤルバスの京阪神（京都駅八条口 ・WILLERバスターミナル大阪梅田・神戸三宮） - 福岡・久留米・熊本間の夜行バスが発着していたがいずれも廃止され、現在ここを発着する路線バスはない。
現在は堀川バスの西鉄久留米東口停留所のみ残っており、ハラショー観光が運行する久留米競輪場無料バスのみが発着する。